# Valenciana prosa
La valenciana prosa és un estil de redacció que es posà de moda al Regne de València cap al segle xv i s'estengué a la resta de territoris de llengua catalana.
Se sol considerar com a màxim exponent de l'estil Joan Roís de Corella, sobretot pel que fa als discursos, les lamentacions i els parlaments dels seus protagonistes. Se sap per les lletres de batalla que entre la noblesa valenciana prengué el grau de gran moda del refinament i que feien veritables esforços per expressar-se d'aquesta manera.
Es considera que este és un dels dos "estils del Tirant", representant de la gent rica i de cultura mentre que pel contrari la gent plana de poble parlava en un estil molt diferent marcat per l'ús abundant de frases fetes, jocs de paraules i expressions casolanes. Així doncs, la valenciana prosa en la literatura es convertia en mans d'en Joanot Martorell en una manera de representar a la gent benestant.
La significació del sintagma estil de valenciana prosa ha estat interpretat de dues maneres:
1. Els estudiosos de la literatura interpreten que és un estil artitzat que vol dir, manera concreta de fer literatura.
2. Els estudiosos de la llengua, en canvi, la interpreten simplement com prosa feta per autors valencians.

Consistia bàsicament en una arcaització pomposa i artificial de la llengua confonent la llatinització amb la culturització. Destacava per ser un estil retòric ple d'estructures sintàctiques complexes, abundor de perífrasis verbals i contínues referències clàssiques al llatí sense traduir. Este estil, és la culminació de llatinització sintàctica iniciada amb els autors humanistes. És una prosa de gran exuberància ornamental, amb unes característiques d'artifici, una prosa barroca i retòrica. Algunes característiques són anteposició de l'adjectiu al nom, col·locació d'epítets a una i altra banda del nom, utilització de sinònims innecessaris, ús d'oracions d'infinitiu gerundi, participi, ús de perífrasis verbals...